# Scipione
|  | Per a altres significats vegeu Scipione (Gino Bonichi). |

Scipione és una òpera en tres actes de Georg Friedrich Händel. El llibret, de Paolo Rolli, desenvolupa el tema de la història clàssica conegut com «la clemència d'Escipió».
Es va estrenar el 1726 al King's Theatre de Londres. Per a aquella ocasió, Händel va comptar amb un repartiment del més alt nivell: la diva Francesca Cuzzoni fent de princesa Berenice i els contralts castrati rivals Senesino (en el paper de Luceio) i Antonio Baldi (Scipione).
Es va representar de nou el 1730 al mateix teatre amb alguns canvis en el repartiment.